# 原康義
原康義（日語：はら　やすよし，1952年4月13日—），出身於東京都的男性演員及配音员，文學座所属。

## 生平
- 1975年加入文学座研究所；1980年成為劇團團員至今。
- 作為演員，舞台作品和電視作品比較多。而配音作品主要擔任海外電視劇及電影配音佔多數，相對動畫作品參與只有少量。

## 配音作品
- 奧本海默：尼爾斯·玻耳

## 外部連結
- 事務所簡歷 （页面存档备份，存于）